# Боркі-Мале
Боркі-Мале (пол. Borki Małe, нім. Klein Borek) — село в Польщі, у гміні Олесно Олеського повіту Опольського воєводства.
Населення — 474 особи (2011).

## Демографія
Демографічна структура станом на 31 березня 2011 року:
|          | Загалом | Допрацездатний вік | Працездатний вік | Постпрацездатний вік |
| -------- | ------- | ------------------ | ---------------- | -------------------- |
| Чоловіки | 232     | 45                 | 157              | 30                   |
| Жінки    | 242     | 43                 | 138              | 61                   |
| Разом    | 474     | 88                 | 295              | 91                   |